# دوري السنغال الممتاز 1995
دوري السنغال الممتاز 1995 هو الموسم 30 من دوري السنغال الممتاز. كان عدد الأندية المشاركة فيه 18، وفاز فيه نادي دياراف.